# میکائلا رتگی
میکائلا رتگی (اسپانیایی: Micaela Retegui‎؛ زادهٔ ۲۳ آوریل ۱۹۹۶) بازیکن هاکی روی چمن زن اهل آرژانتین است.
متئو رتگی برادر کوچکتر او فوتبالیست است.